# Nyarubungo
Nyarubungo è una circoscrizione rurale (rural ward) della Tanzania situata nel distretto di Biharamulo, regione del Kagera. Conta una popolazione di 28 426 abitanti (censimento 2012).